# Grodzisk Mazowiecki Radońska
Grodzisk Mazowiecki Radońska – stacja Warszawskiej Kolei Dojazdowej położona przy ul. Radońskiej w Grodzisku Mazowieckim.
W roku 2022 dzienna wymiana pasażerska na przystanku wyniosła 1 000-1 500 osób.
Grodzisk Mazowiecki Radońska jest stacją końcową linii. Dawniej za stacją znajdowały się jeszcze przystanki: Grodzisk Mazowiecki Radońska/Sienkiewicza, Grodzisk Mazowiecki pl. Wolności oraz Grodzisk Mazowiecki 11 Listopada. Linia kończyła się na stacji Grodzisk Mazowiecki EKD, położonej obok dworca PKP. Odcinek ten został zlikwidowany w 1966 roku.
W pobliżu stacji znajduje się siedziba spółki WKD (ul. Batorego 23), stacja postojowa dla taboru oraz Izba Tradycji EKD/WKD.
| Linia | Trasa                                                                                   | Takt       |
| ----- | --------------------------------------------------------------------------------------- | ---------- |
|       | Warszawa Śródmieście WKD – Pruszków WKD – Podkowa Leśna Główna – Grodzisk Maz. Radońska | 30/60 min. |

## Opis stacji

### Perony
Do czasu rozpoczęcia przebudowy w maju 2022 roku stacja składała się z dwóch peronów bocznych posiadających po jednej krawędzi peronowej. 20 lutego 2023 roku oddano do użytku przebudowaną stację składającą się z jednego peronu bocznego oraz jednego peronu wyspowego, zaś łączna liczba krawędzi peronowych wzrosła do trzech. 

### Kasa biletowa
Przy peronie pierwszym znajduje się budynek stacyjny.
Wyposażenie:
- kasa biletowa
- mała poczekalnia